# Паралімпійський комітет Росії на літніх Паралімпійських іграх 2020
Російські спортсмени змагатимуться на літніх Паралімпійських іграх 2020 року під прапором Паралімпійського комітету Росії (абревіатура RPC).

## Положення про санкції
9 грудня 2019 року Всесвітнє антидопінгове агентство (ВАДА) заборонило Росії займатися будь-яким міжнародним спортом на чотири роки після того, як було виявлено, що дані, надані Російським антидопінговим агентством, були зманіпульовані російською владою з метою захисту спортсменів, що беруть участь у своїй допінговій схемі, яка фінансується державою. Це було схоже на літні Паралімпійські ігри 2016 року, але на зимових Олімпійських іграх 2018 року російські спортсмени, що отримали ліцензію, змагалися як нейтральні паралімпійські спортсмени ('NPA').
17 грудня 2020 року Спортивний арбітражний суд (CAS) за участі Всесвітнього антидопінгового агентства (WADA) та Олімпійського комітету Росії визначили перелік тих спортсменів, які не причетні до допінгу або приховування позитивних тестів та які все ще можуть бути допущені до участі в Літніх Паралімпійських іграх у Токіо 2020, але не під прапором Російською Федерацією.
Подібно до участі російських спортсменів в Олімпійських іграх 2020 року, участь у Паралімпійських іграх буде підпорядковуватися Паралімпійському комітету країни, Паралімпійському комітету Росії, а все спорядження спортсменів повинне мати абревіатуру «RPC» замість «RUS» або «ROC».  Під час всіх церемоній перемоги спортсменів замість гімну Росії або будь-якого гімну, пов'язаного з Росією, буде використовуватися фортепіанний концерт № 1 Петра Чайковського.

## Результати змагань

### Бадмінтон
| Спортсмен      | Подія                       | Груповий етап   | Груповий етап   | Груповий етап | Чвертьфінал     | Півфінал        | Заключний / BM  | Заключний / BM |
| Спортсмен      | Подія                       | Опозиція Оцінка | Опозиція Оцінка | Місце         | Опозиція Оцінка | Опозиція Оцінка | Опозиція Оцінка | Місце          |
| -------------- | --------------------------- | --------------- | --------------- | ------------- | --------------- | --------------- | --------------- | -------------- |
| Тетяна Гурєєва | Жінки, одиночний розряд WH2 |                 |                 |               |                 |                 |                 |                |

### Бочча
Деякі російські спортсмени пройшли кваліфікацію на чемпіонаті Європи BISFed 2019.

### Велоспорт
Деякі російські спортсмени увійшли до складу команди Паралімпійського комітету Росії, як серед чоловічих, так і серед жіночих команд.

### Веслування на байдарках і каное
До паралімпійської регати кваліфікувала дві команди з Росії для кожного з наступних класів веслування. Усі вони пройшли кваліфікацію після успішного виступу серед семи найкращих чоловічих команд в одиночному розряді та восьми найкращих змішаних команд рульових на Чемпіонаті світу з веслування в Австрії в Ottensheim 2019.
| Спортсмен | Подія                      |     |       | Повторення | Повторення | Остаточний | Остаточний |
| Спортсмен | Подія                      | Час | Місце | Час        | Місце      | Час        | Місце      |
| --------- | -------------------------- | --- | ----- | ---------- | ---------- | ---------- | ---------- |
|           | Чоловіки, одиночний розряд |     |       |            |            |            |            |
|           | Змішана четвірка           |     |       |            |            |            |            |

Примітки: FA = Фінал A (медаль); FB = Фінал В (без медалі); R = Повторення

### Волейбол сидячи
Деякі російські спортсмени увійшли до складу команди Паралімпійського комітету Росії з сидячого волейболу. Чоловіки пройшли кваліфікацію на зональному чемпіонаті Європи 2019 року з сидячого волейболу, а жінки — на чемпіонаті світу з волейболу 2018 року.

### Голбол
Жіноча національна збірна Росії з голболу завоювала право участі в Паралімпійських іграх, посівши перше місце у жіночій категорії Чемпіонату світу -2018 ..

### Кінний спорт
Російські спортсмени отримали декілька місць через кваліфікаційні змагання.

### Настільний теніс
Деякі російські спортсмени увійшли до складу команди Паралімпійського комітету Росії з настільного тенісу.

### Параканое
Деякі російські спортсмени з параканое увійшли до складу команди Паралімпійського комітету Росії

### Паратхеквондо
Росія кваліфікувала трьох спортсменів для участі у Паралімпійських змаганнях. Усі вони пройшли кваліфікацію, увійшовши до шістки найкращих спортсменів у світовому рейтингу.
| Спортсмен                | Подія            | Перший раунд     | Чвертьфінал      | Півфінали        | Остаточний       | Остаточний |
| Спортсмен                | Подія            | Виступ Результат | Виступ Результат | Виступ Результат | Виступ Результат | Місце      |
| ------------------------ | ---------------- | ---------------- | ---------------- | ---------------- | ---------------- | ---------- |
| Данило Сидоров           | Чоловіки — 61 кг |                  |                  |                  |                  |            |
| Магомедзагір Ісалдібіров | Чоловіки +75 кг  |                  |                  |                  |                  |            |
| Анна Піддубська          | Жінки — 49 кг    |                  |                  |                  |                  |            |

### Стрільба з лука
Деякі російські спортсмени-лучники увійшли до складу команди Паралімпійського комітету Росії.

### Теніс на візках
Росія кваліфікувала двох гравців для тенісу на візках. Одного з них кваліфіковано за світовим рейтингом, а іншого — за квотами щодо розподілу запрошень двосторонньої комісії.
| Спортсмен | Подія | 1/8 фіналу        | 1/8 фіналу        | 1/8 фіналу        | Чвертьфінал       | Півфінали         | Заключний / BM    | Заключний / BM |
| Спортсмен | Подія | Виступи Результат | Виступи Результат | Виступи Результат | Виступи Результат | Виступи Результат | Виступи Результат | Місце          |
| --------- | ----- | ----------------- | ----------------- | ----------------- | ----------------- | ----------------- | ----------------- | -------------- |
|           | Жінки | Н/Д               |                   |                   |                   |                   |                   |                |
|           | Жінки | Н/Д               |                   |                   |                   |                   |                   |                |